# Circunscripción electoral de Santa Cruz de Tenerife

Circunscripción de Santa Cruz de Tenerife
Cortes Generales* Congreso: 7 escaños (de 350)

Santa Cruz de Tenerife constituye una de las 52 circunscripciones electorales utilizadas desde 1977 para la Cámara Baja de las Cortes Generales, el Congreso de los Diputados, formada por 350 diputados, de los que Santa Cruz elige siete. Para la Cámara Alta, el Senado, cada una de las cuatro islas que integran la provincia forman una, concretamente las islas menores (La Palma, La Gomera y El Hierro) eligen un senador. Tenerife, denominada isla mayor, escoge tres pero se votan dos.
Además, dentro de Canarias, cada isla de la provincia constituye una circunscripción electoral para elegir diputados al Parlamento de Canarias. 

## Ámbito y sistema electoral
Según lo que establecen los artículos 68.2 y 69.3 de la Constitución Española, la circunscripción electoral, en este caso es la provincia de Santa Cruz de Tenerife. El voto será universal y secreto. En virtud del artículo 12 de la Constitución, la edad mínima para votar es de 18 años.
En el caso del Congreso de los Diputados, el sistema electoral utilizado es a través de una lista cerrada con representación proporcional y con escaños asignados usando el método D'Hondt. Sólo las listas electorales con el 3 % o más de todos los votos válidos emitidos, incluidos los votos «en blanco», es decir, para «ninguna de las anteriores», se pueden considerar para la asignación de escaños. En el caso del Senado, el sistema electoral sigue el escrutinio mayoritario plurinominal. En las islas menores, se escoge un senador por cada una, pudiendo así los partidos presentar un candidato. Lejos de esto, en la isla de Tenerife se escogen tres senadores, cada partido candidata dos y cada elector puede escoger dos senadores, pertenezcan o no a la misma lista. Los candidatos más votados son elegidos.

## Elegibilidad
El artículo 67.1 de la Constitución de 1978 prohíbe ser simultáneamente miembro del Congreso de los Diputados y de un parlamento autonómico, lo que significa que los candidatos deben renunciar al cargo si son elegidos para un parlamento autonómico. No existe incompatibilidad similar en el caso de los senadores. El artículo 70 aplica también la inelegibilidad a los magistrados, jueces y fiscales en activo, Defensor del Pueblo, militares en servicio, agentes de policía en activo, miembros del Tribunal Constitucional y juntas electorales.

## Número de diputados y senadores

### Congreso de los Diputados
Desde la celebración de las elecciones generales de España de 1977, las primeras tras la dictadura, a esta circunscripción electoral se le han designado siete diputados.

### Senado
La provincia de Santa Cruz se divide en cuatro para elegir senadores, cada división representa una isla, que en virtud del artículo 69.3 eligen:
- La Palma: 1 senador.
- La Gomera: 1 senador.
- El Hierro: 1 senador.
- Tenerife: 3 senadores.

Además, el Parlamento de Canarias elige a tres senadores que representan a las dos provincias de Canarias.

### Parlamento de Canarias

Localización de Canarias en España.

Para la cámara del poder legislativo de la comunidad autónoma, compuesta por 70 diputados, cada una de las cuatro islas que integran la provincia de Santa Cruz de Tenerife forman una circunscripción, además de las tres islas restantes que conforman la provincia de Las Palmas, es decir, cada isla del archipiélago constituye una circunscripción electoral, sumando 61 diputados.
- El Hierro: 3 diputados.
- Fuerteventura: 8 dipuitados.
- Gran Canaria: 15 diputados.
- Lanzarote: 8 diputados.
- La Gomera: 4 diputados.
- La Palma: 8 diputados.
- Tenerife: 15 diputados.

Por otro lado, la reforma del Estatuto de Autonomía de Canarias introdujo una circunscripción autonómica, a la que se le asignan 9 diputados.

## Congreso de los Diputados

### Diputados obtenidos por partido (1977-2023)
| Partido                | Partido         | 1977 | 1979 | 1982 | 1986 | 1989 | 1993 | 1996 | 2000 | 2004 | 2008 | 2011 | 2015 | 2016 | 2019 (I) | 2019 (II) | 2023 |
| ---------------------- | --------------- | ---- | ---- | ---- | ---- | ---- | ---- | ---- | ---- | ---- | ---- | ---- | ---- | ---- | -------- | --------- | ---- |
|                        | PSOE            | 2    | 2    | 4    | 3    | 4    | 3    | 3    | 2    | 3    | 3    | 2    | 2    | 1    | 2        | 2         | 3    |
|                        | Partido Popular |      |      | 2    | 1    | 1    | 2    | 2    | 3    | 2    | 2    | 4    | 2    | 3    | 1        | 2         | 3    |
|                        | CC-PNC          |      |      |      |      |      | 2    | 2    | 2    | 2    | 2    | 1    | 1    | 1    | 2        | 1         | 1    |
|                        | Unidas Podemos  |      |      |      |      |      |      |      |      |      |      |      | 1    | 1    | 1        | 1         | 0    |
|                        | Ciudadanos      |      |      |      |      |      |      |      |      |      |      |      | 1    | 1    | 1        | 0         |      |
|                        | Vox             |      |      |      |      |      |      |      |      |      |      |      | 0    | 0    | 0        | 1         |      |
| Partidos desaparecidos |                 |      |      |      |      |      |      |      |      |      |      |      |      |      |          |           |      |
|                        | UCD-CDS         | 5    | 5    | 1    | 1    | 1    |      |      |      |      |      |      |      |      |          |           |      |
|                        | AIC             |      |      |      | 1    | 1    |      |      |      |      |      |      |      |      |          |           |      |
| Total                  | Total           | 7    | 7    | 7    | 6    | 7    | 7    | 7    | 7    | 7    | 7    | 7    | 7    | 7    | 7        | 7         | 7    |

### Porcentaje de voto por partido (1977-2016)
| Partido                                                                      | 1977 | 1979 | 1982 | 1986 | 1989 | 1993 | 1996 | 2000 | 2004 | 2008 | 2011 | 2015 | 2016 | 2019 I | 2019 II | 2023  |
| ---------------------------------------------------------------------------- | ---- | ---- | ---- | ---- | ---- | ---- | ---- | ---- | ---- | ---- | ---- | ---- | ---- | ------ | ------- | ----- |
| Partido Socialista Obrero Español (PSOE)                                     | 19,3 | 21,8 | 40,9 | 39,8 | 40,6 | 35,3 | 34,5 | 26,3 | 35,0 | 36,5 | 23,5 | 21,5 | 21,2 | 27,35  | 28,8    | 33,49 |
| Partido Popular-Alianza Popular (AP-PP)                                      | 10,6 | 4,6  | 24,6 | 18,0 | 17,9 | 29,4 | 32,4 | 35,0 | 28,3 | 30,2 | 44,8 | 28,9 | 34,2 | 14,81  | 20,3    | 35,35 |
| Coalición Agrupaciones Independientes de Canarias-Coalición Canaria (AIC-CC) |      |      |      | 18,4 | 18,5 | 26,7 | 26,3 | 33,7 | 30,9 | 29,2 | 19,8 | 12,6 | 12,6 | 19,89  | 16,57   | 16,75 |
| Sumar (S)                                                                    |      |      |      |      |      |      |      |      |      |      |      |      |      |        |         | 10,85 |
| Vox (Vox)                                                                    |      |      |      |      |      |      |      |      |      |      |      |      |      | 6,08   | 11,62   |       |
| Podemos-Unidas Podemos (UP)                                                  |      |      |      |      |      |      |      |      |      |      |      | 19,9 | 17,9 | 14,66  | 14,04   |       |
| Ciudadanos (Cs)                                                              |      |      |      |      |      |      |      |      |      |      |      | 10,5 | 11,0 | 13,87  | 4,99    |       |
| Izquierda Unida-Partido Comunista de España (IU-PCE)                         | 4,0  | 4,7  |      |      | 5,6  | 4,6  | 5,2  |      |      |      | 4,4  |      |      |        |         |       |
| Unión de Centro Democrático-Centro Democrático y Social (UCD-CDS)            | 53,2 | 56,8 | 19,3 | 12,3 | 10,1 |      |      |      |      |      |      |      |      |        |         |       |
| Unión del Pueblo Canario (UPC)                                               |      | 8,4  |      |      |      |      |      |      |      |      |      |      |      |        |         |       |
| Partido Socialista Popular (PSP)                                             | 5,4  |      |      |      |      |      |      |      |      |      |      |      |      |        |         |       |
| Otros                                                                        | 7,2  |      |      |      |      |      |      |      |      |      |      |      |      |        |         |       |